# Chrysojasminum
Chrysojasminum Banfi, 2014 è un genere di piante della famiglia delle Oleacee.

## Tassonomia
Il genere comprende le seguenti specie:
- Chrysojasminum bignoniaceum (Wall. ex G.Don) Banfi
- Chrysojasminum floridum (Bunge) Banfi
- Chrysojasminum fruticans (L.) Banfi
- Chrysojasminum goetzeanum (Gilg) Banfi
- Chrysojasminum humile (L.) Banfi
- Chrysojasminum leptophyllum (Rafiq) Banfi
- Chrysojasminum odoratissimum (L.) Banfi
- Chrysojasminum parkeri (Dunn) Banfi
- Chrysojasminum stans (Pax) Banfi
- Chrysojasminum subhumile (W.W.Sm.) Banfi & Galasso